# Nikołaj Kaszyrin
Nikołaj Dmitrijewicz Kaszyrin, ros. Николай Дмитревич Каширин (ur. 4 lutego?/16 lutego 1888 w Wierchnieuralsku, zm. 14 czerwca 1938 w  miejscu egzekucji Kommunarka) – komandarm II rangi Armii Czerwonej.

## Życiorys
Urodzony w rodzinie nauczyciela Kozaka, później atamana stanicy. W armii carskiej od 1906. Ukończył Orenburską Szkołę Junkrów 1909 i służył w orenburskich jednostkach kozackich. Uczestnik I wojny światowej, nagrodzony za walki 6 orderami. Po rewolucji lutowej i obaleniu caratu w 1917 przewodniczący pułkowej Rady Żołnierskiej Kozaków. Członek Socjaldemokratycznej Partii Robotniczej Rosji od 1918. W 1918 sformował w Wierchnieuralsku ochotniczy oddział kozacki i prowadził walki z oddziałami Aleksandra Dutowa. 16 lipca 1918 został wybrany na dowódcę Uralskiej Armii Partyzanckiej i działał na tyłach oddziałów Białych na płd. Uralu, ranny. Po wyleczeniu zastępca naczelnego dowódcy na Uralu - Wasilija Blüchera. Od września 1918 zastępca dowódcy i dowódca 4 Uralskiej Dywizji, później 30 Dywizji strzelców. W 1919 komendant Orenburskiego Rejonu umocnionego, dowódca 49 Dywizji Fortecznej na froncie turkiestańskim. W 1920 dowódca 3 Korpusu Kawalerii na Froncie Południowym, dowódca Aleksandrowskiej Grupy Wojsk w walce z Nestorem Machno. W latach 1923–1925 dowódca 14 Korpusu Strzeleckiego wykonującego zadania specjalne na polecenie sztabu Armii Czerwonej, dowódca 1 Korpusu Kawalerii Czerwonych Kozaków. W latach 1925–1931 zastępca dowódcy szeregu okręgów wojskowych, a w latach 1931-1937 dowódca Północno Kaukaskiego Okręgu Wojskowego, od 1934 członek Rady Wojskowej ZSRR.
W okresie wielkiego terroru członek składu sędziowskiego w procesie Michaiła Tuchaczewskiego i 7 skazanych na śmierć dowódców Armii Czerwonej 11 czerwca 1937. Aresztowany przez NKWD 19 sierpnia 1937 pod zarzutem udziału w kontrrewolucyjnej organizacji terrorystycznej. 14 czerwca 1938 skazany na śmierć przez Kolegium Wojskowe Sądu Najwyższego ZSRR. Rozstrzelany tego samego dnia w miejscu egzekucji Kommunarka pod Moskwą, pochowany anonimowo.
Zrehabilitowany 1 września 1956 postanowieniem Kolegium Wojskowego SN ZSRR. W 1960 w Wierchnieuralsku odsłonięto pomnik na jego cześć.
Odznaczony: Orderem Czerwonego Sztandaru dwukrotnie i bronią honorową